# I Liceum Ogólnokształcące im. Stefana Żeromskiego w Ełku
I Liceum Ogólnokształcące im. Stefana Żeromskiego w Ełku – liceum ogólnokształcące w Ełku, ze względu na kolor elewacji powszechnie zwane „Czerwonym Ogólniakiem”.
Murowany budynek z czerwonej cegły składa się z  trzech kondygnacji oraz użytkowego poddasza. Pierwsza kondygnacja wydzielona gzymsem kordonowym z zamkniętymi ostrołukowo portalami w czwartej i jedenastej osi. We frontowej połaci dachu znajduje się sześcioosiowa facjata, nakryta dachem czterospadowym, zwieńczonym latarnią z hełmem kopulastym.

## Historia
Do 1945
Około 1720 powstała w Ełku (wówczas Lyck) pierwsza szkoła miejska. Składała się z dwóch części – właściwej szkoły miejskiej z językiem wykładowym niemieckim oraz tak zwanej szkoły ludowej z językiem wykładowym polskim. Jesienią 1867 zbudowano nowy gmach szkoły przy późniejszej Steinstrasse (dziś Słowackiego). Miejsce to, na zapleczu ulicy Głównej, nazywano Scheunenstrasse – ulica Stodolna. Gmach osobne wejścia dla chłopców i dziewcząt. Lekcje również prowadzone były oddzielnie.
Budynek Liceum powstał w 1905 przy ówczesnej ulicy Szkolnej (dziś Piłsudskiego) jako szkoła dla dziewcząt. W 1908 szkoła została podniesiona do rangi liceum. W 1920 władze podzieliły rozbudowującą się placówkę na dwie odrębne jednostki – szkołę dla chłopców i dziewcząt. Szkoła dla dziewcząt pozostała w dotychczasowym gmachu, gdzie mieściła się do końca II wojny światowej. Szkołę dla chłopców przeniesiono do budynku przy ulicy Yorckstrasse (Kościuszki) 20.
Po 1945
Po II wojnie światowej Ełk wszedł w skład Polski. We wrześniu 1945 w budynku obecnego I LO ustanowiono Państwowe Gimnazjum Koedukacyjne. We wrześniu 1946 szkoła zmieniła nazwę na Państwowe Gimnazjum i Liceum Ogólnokształcące. 26 kwietnia 1948 szkoła otrzymała sztandar, którego fundatorem był komitet rodzicielski. W maju 1948 zlikwidowano gimnazjum i liceum, a wprowadzono jednolitą Szkołę Ogólnokształcącą Stopnia Podstawowego i Licealnego. 23 czerwca 1965, z okazji 20-lecia, szkoła otrzymała nowy sztandar z dewizą „Ojczyzna-Nauka-Praca” i nadano jej imię Stefana Żeromskiego. W 1976 utworzono Zespół Szkół Ogólnokształcących im. Stefana Żeromskiego, LO dla Pracujących i Średnie Studium Zawodowe. Od października 2004 szkoła nosi nazwę I Liceum Ogólnokształcące im. Stefana Żeromskiego w Ełku.

## Dyrekcja i kadra pedagogiczna
Dyrekcja szkoły
Od września 2004 dyrektorem szkoły jest Robert Hoffmann, nauczyciel matematyki.
Jego zastępcą od co najmniej 2016 jest Grzegorz Supruniuk, nauczyciel wychowania fizycznego i edukacji dla bezpieczeństwa.
Grono pedagogiczne
W roku szkolnym 2018/19 grono pedagogiczne liczyło 47 nauczycieli oraz psychologa szkolnego.

## Miejsce w rankingach
- 167. miejsce – ogólnopolski Ranking Perspektyw (2019)[8]
- 6. miejsce – Ranking Perspektyw województwa warmińsko-mazurskiego (2019)[9]